# Fulke Greville
Fulke Greville, Primer Barón Brooke, (Alcester (Warwickshire), 3 de octubre de 1554 - 30 de septiembre de 1628) fue un poeta, dramaturgo y estadista inglés.

## Biografía
Greville nació en Beauchamp Court, cerca de Alcester (Warwickshire). En 1564, fue enviado a la Shrewsbury School, en donde fue compañero de Philip Sidney. Posteriormente, asistió al Jesus College, Cambridge en 1568. En 1576, Sir Henry Sidney, el padre de Philip y el presidente del Council of Wales and the Marches, nombró a Greville en un puesto relacionado con la Corte de las Welsh Marches. Sin embargo, Greville renunció al puesto en 1577 para asistir a la corte de la Reina Isabel I junto a Philip Sidney. Allí, Greville se convirtió en uno de los favoritos de la Reina, quien lo nombró secretario del Principado de Gales en 1583.
Greville formó parte del movimiento Areopagus, del que Philip Sidney y Edward Dyer también eran miembros. Este movimiento, bajo el liderazgo de Gabriel Harvey, promovía la introducción de la métrica clásica en la poesía inglesa. 
Sidney y Greville planeaban acompañar a Sir Francis Drake en su expedición de 1585 contra las Antillas Occidentales. Sin embargo, la Reina le prohibió a Drake llevarlos con él. Así mismo, no permitió a Greville unirse al ejército de Robert Dudley en los Países Bajos. Philip Sidney, quien si se unió al ejército, murió en esta campaña el 17 de octubre de 1586. Greville escribió una biografía de su amigo, titulada Life of the Renowned Sir Philip Sidney.
Cerca de 1591, Greville sirvió brevemente en Normandía bajo las órdenes de Enrique IV de Francia. Esta fue su última experiencia en la guerra. Posteriormente, Greville representó a Warwickshire en el parlamento en 1592-1593, 1587, 1601 y 1620. En 1598, fue nombrado Tesorero de la Armada, un puesto que retuvo durante los primeros años del reinado de Jacobo I. En 1614, se convirtió en el Canciller del Erario y, en 1618, fue nombrado Comisionado del Tesoro. En 1621, recibió el título de Barón Brooke.
Greville no tuvo herederos naturales, por lo que su título pasó a su sobrino Robert Greville, quien apoyó al Parlamento durante la Revolución inglesa.
Greville fue asesinado por uno de sus sirvientes, Ralph Heywood, quien estaba descontento con los términos del testamento de Greville. Heywood apuñaló a Greville el 30 de septiembre de 1628 y posteriormente se suicidó con el mismo cuchillo. Greville fue enterrado en la Collegiate Church of St Mary en Warwick.

## Obras
El trabajo más conocido de Greville es su biografía de Philip Sidney. El título completo de la obra expresa la extensión de su trabajo: The Life of the Renowned Sr. Philip Sidney. With the true Interest of England as it then stood in relation to all Forrain Princes: And particularly for suppressing the power of Spain Stated by Him: His principall Actions, Counsels, Designes, and Death. Together with a short account of the Maximes and Policies used by Queen Elizabeth in her Government. Su poesía consiste sonetos y poemas sobre temas políticos y morales.